# NutritionDay

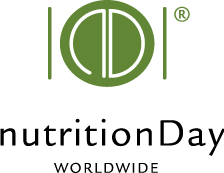
Eine Initiative zur Erhöhung der Aufmerksamkeit für krankheits- assoziierte Mangelernährung

nutritionDay worldwide ist die bisher größte, weltweite Untersuchung zur Ernährungssituation in Krankenhäusern und Pflegeheimen mit dem Ziel, die Aufmerksamkeit für Mangelernährung bei Patienten und alten Menschen zu erhöhen.

## Hintergrund
Im Jahr 1977 wurde Mangelernährung bereits bei chirurgischen Patienten festgestellt.
Jedoch stellt Mangelernährung im Bereich Public Health ein noch immer unterschätztes Problem mit volkswirtschaftlich relevanten Auswirkungen dar.
Eine im Jahr 2005 in Großbritannien durchgeführte Studie hat die Kosten, die durch Mangelernährung entstehen, auf eine Summe von rund 10,6 Milliarden Euro geschätzt, wobei diese das Doppelte von jenen Kosten ausmacht, die durch Adipositas (€ 5,1 Milliarden) entstehen.
Aufgrund ihres Alters und Gesundheitszustandes haben insbesondere hospitalisierte Patienten und Pflegeheimbewohner ein erhöhtes Risiko, von Mangelernährung betroffen zu sein. Krankheitsbedingte Mangelernährung nimmt bedeutenden Einfluss auf die Dauer des Krankenhausaufenthaltes sowie auf Morbiditäts- und Mortalitätraten von Krankenhauspatienten. Studien haben gezeigt, dass etwa 31 % der stationär aufgenommenen Patienten mangelernährt sind oder von einem Risiko betroffen sind.
Bisherige nutritionDay Untersuchungen haben gezeigt, dass Mangelernährung weltweit ein noch immer wenig beachtetes Thema in Krankenhäusern und in Pflegeheimen ist und zu höheren Infektionsraten, schlechterer Wundheilung, häufigeren kardialen Komplikationen und somit längeren Krankenhausaufenthalten führt.

## Adipositas und Mangelernährung
Weltweit liegt der Fokus im Gesundheitswesen auf den zunehmenden Adipositasraten.
Der „nutritionDay worldwide“ zeigt, dass auch die Prävalenz der krankheitsassoziierten Mangelernährung inakzeptabel hoch ist.
Lange ist man davon ausgegangen, dass nur Patienten mit einem zu niedrigen Körpergewicht bzw. niedrigen Body-Mass-Index (BMI < 18,5 kg/m²) mangelernährt sind. Studien weisen jedoch darauf hin, dass der BMI als Bezugsgröße nicht immer gut geeignet ist Mangelernährung festzustellen. Bei Patienten mit hohem Körperfettanteil zeigte sich, dass die Sensitivität des BMI reduziert und deshalb dieser Parameter als Messgröße unzureichend ist.

## Mangelernährung im Krankenhaus
Die Problematik der Mangelernährung in Krankenhäusern behandelt auch eine Resolution des Europarates („Resolution ResAP (2003)3 über die Verpflegung und Ernährungsversorgung in Krankenhäusern“).
Sie wurde von 18 Staaten unterzeichnet. Die Resolutionen des Europarates sind politische Willenserklärungen. Sie haben allerdings keinen zwingenden, höchstens normativen Einfluss auf die Praxis in den Mitgliedsstaaten.
Die Lösung dieses Problems beginnt mit der Sensibilisierung aller Beteiligten (Behandelnde, Patienten, Angehörige, Spitalsverwaltungen, politische Verantwortungsträger) für die Wechselbeziehung zwischen Ernährung und Genesung. Das Erkennen der Wechselwirkung wird dadurch erschwert, dass (im Gegensatz zu Medikamentengaben) der Zusammenhang zwischen Ernährung und Genesung nicht unmittelbar sichtbar ist.

## Das Projekt nutritionDay worldwide
Der „nutritionDay worldwide“ wurde von der österreichischen „Arbeitsgemeinschaft für klinische Ernährung“ (AKE) gemeinsam mit der „European Society of Clinical Nutrition“ (ESPEN) unter der Leitung von a.o. Univ. Prof. Dr. Michael Hiesmayr (Medizinische Universität Wien) ins Leben gerufen, um die Problematik der krankheitsassoziierten Mangelernährung zu reduzieren.
Das Projekt „nutritionDay worldwide“ verfolgt das Ziel eine weltweite Karte zu erstellen, in der die Prävalenz von Mangelernährung, der Ernährungszustand von Patienten sowie die ernährungsrelevanten Versorgungsstrukturen in Krankenanstalten und Pflegeheimen ersichtlich wird. Gleichzeitig soll mit Hilfe des Projektes die Wichtigkeit von adäquater klinischer Ernährung in Krankenanstalten und Pflegeheimen betont und das Bewusstsein dafür gestärkt werden.
Der nutritionDay hat im Januar 2006 zum ersten Mal in Krankenanstalten im deutschen Sprachraum stattgefunden. 2007 wurde das Projekt auf die Settings Pflegeheime und Intensivstationen erweitert und wird seither jährlich in allen 3 Settings durchgeführt. 2012 wurde der „oncology nutritionDay“ als erster krankheitsbezogener nutritionDay durchgeführt.
Das Audit erhebt ernährungsrelevante Informationen auf Stations- bzw. Patientenebene. Anhand von vier Fragebögen werden Informationen über den Ernährungsstatus der teilnehmenden Patienten gesammelt. Weltweit findet diese Befragung an einem definierten Tag im Jahr statt.
Von besonderem Interesse ist die Spitalsstation als eigenständige Organisationseinheit. Aufgrund der Vororts herrschenden spezifischen Abläufe oder auch die Unternehmenskultur, in der die Befragung durchgeführt wird, nehmen diese Charakteristika unterschiedlichen Einfluss auf das Ergebnis der Befragung.

## Transnationaler Ansatz

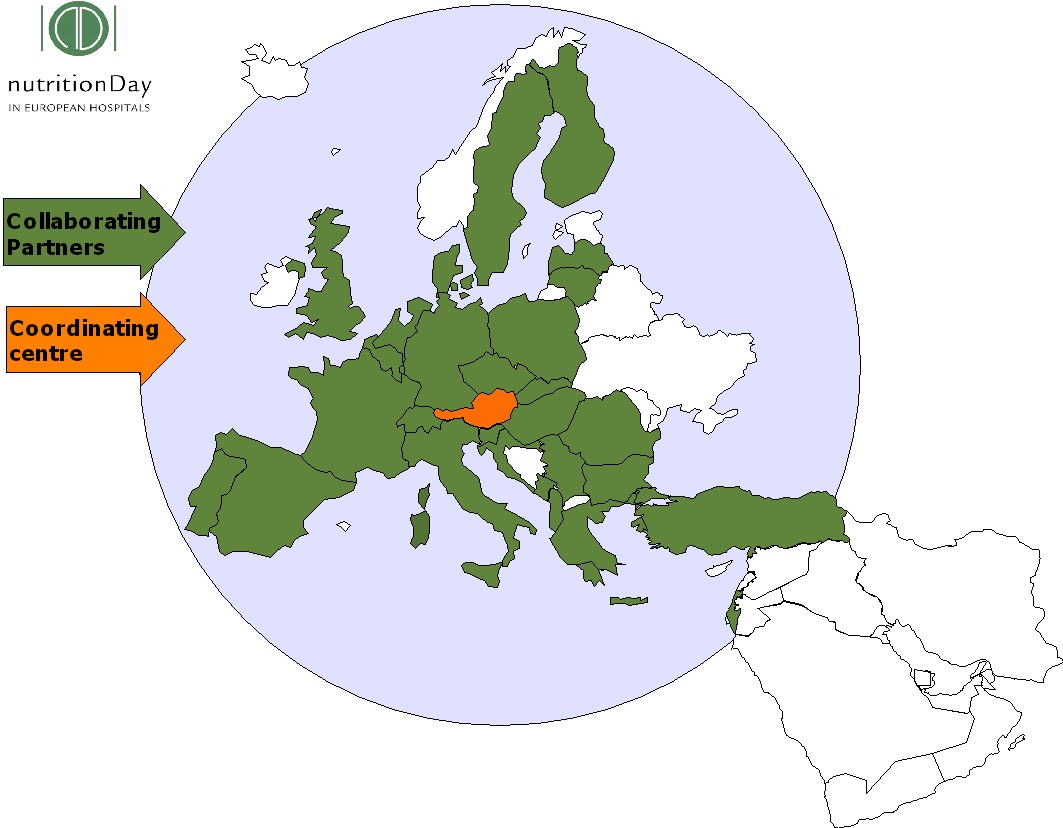
Krankenhäuser und Pflegeheime aus weltweit 51 Ländern haben bisher am nutritionDay teilgenommen

Krankenhäuser und Pflegeheime aus 51 Ländern weltweit haben bisher am nutritionDay teilgenommen. Über 132.000 Patienten- und Bewohnerdaten konnten dabei gesammelt werden.
Die Fragebögen sind in über 30 Sprachen verfügbar und erlauben es somit, häufig benachteiligte Gruppen (z. B. Personen, die die Landessprache nicht beherrschen) dadurch ebenfalls berücksichtigen zu können.

## Ablauf des Audits
An einem Stichtag im November werden in teilnehmenden Krankenhausstationen und Pflegeeinrichtungen die Ernährungssituation der Patienten und Pflegeheimbewohner sowie relevante ernährungsbezogene Versorgungsstrukturen erfasst und somit ein Ist-Zustand erhoben. Nach einem definierten Zeitraum wird mit einer „Outcome Evaluation“ der Verbleib des Patienten oder Bewohners erfasst.
Erhobene Daten werden vom Stationspersonal in eine Datenbank eingetragen. Jede Station erhält nach Dateneingabe einen stationsbezogenen Ergebnisbericht, in dem die eigenen Daten jenen der gleichen Fachrichtung gegenüberstellt werden.
Dieses Benchmarking ermöglicht einen Leistungsvergleich und durch mehrmalige Teilnahme die Chance Verbesserungen zu initiieren. Durch eine mehrmalige Beteiligung am Projekt können Maßnahmen evaluiert und Erfolge ersichtlich gemacht werden. Die Teilnahme ist freiwillig und kostenlos.

## nutritionDay Fragebögen
Anhand von vier bis fünf Fragebögen werden Informationen von teilnehmenden Krankenhausstationen oder Pflegeheimen und deren Patienten oder Bewohnern erhoben. Ein Schwerpunkt der Befragung liegt einerseits auf der ernährungsbezogenen Versorgungsstruktur, dem Gesundheitszustand der Bewohner sowie deren Gewichtsverhalten und Nahrungsaufnahme. Der Station als unmittelbare Betreuungseinheit einer Gruppe von Patienten mit allen ihren spezifischen Eigenschaften, ihren Berufsgruppen, ihrer Patientenpopulation und der lokalen Kultur ist andererseits ebenfalls von großem Interesse.
Die direkte Befragung mittels Fragebögen ist ein Spezifikum des „nutritionDay“ Projektes. Erhoben werden einerseits Essgewohnheiten des Tages, an dem die Befragung durchgeführt wird („Wie viel von ihrem Mittagessen/Abendessen haben Sie heute verzehrt?“). Wichtig sind andererseits auch die Gründe, weshalb manche Patienten kein Essen zu sich nehmen.

## nutritionDay Onkologie
Vor allem bei Krebspatienten spielt die Ernährungstherapie eine große Rolle. Studien haben gezeigt, dass Krebspatienten mit gleichbleibendem Gewicht bessere Prognosen erzielen als Krebspatienten, die Gewicht verlieren. Konkret wurden bei Patienten mit gleichbleibendem Gewicht weniger Nebenwirkungen festgestellt, Patienten sprechen häufiger auf Therapien an und berichten von einem höheren Aktivitätsniveau sowie von besserer Lebensqualität.
Darüber hinaus ist die Überlebensrate von Patienten mit gleichbleibendem Körpergewicht höher im Vergleich zu jenen mit Gewichtsverlust.
Die Wichtigkeit der Ernährungstherapie von Krebspatienten hat nutritionDay zum Anlass genommen, in den Jahren 2012 und 2013 einen onkologischen Schwerpunkt zu wählen.
Für „nutritionDay oncology“ werden drei zusätzliche Fragebögen ausgefüllt und ernährungsrelevante Daten zu Patienten mit Krebserkrankung erfasst.
Gewonnene Daten des „nutritionDay oncology“ werden als Basis für die Erstellung der ESPEN Guidelines herangezogen, um dem ernährungsmedizinischen Fachpersonal die Optimierung der Ernährungstherapie für onkologische Patienten zu erleichtern.

## Ziele von nutritionDay
Ziel des Projekts ist es, das Wissen über und das Bewusstsein für das Problem der patientenbezogenen Mangelernährung zu verbessern, die Aufmerksamkeit dafür zu erhöhen und eine sichere Ernährungsversorgung zu fördern.
- Sensibilisierung für den Zusammenhang zwischen Nahrungsaufnahme und Genesung. Zielgruppen sind sowohl Angehörige der Gesundheitsberufe als auch Patienten, ihre Verwandten sowie politische und wirtschaftliche Entscheidungsträger.
- Wissen gewinnen über unzureichende Nahrungsaufnahme in Zusammenhang mit Risikofaktoren, medizinischer Fachrichtung, Organisationseinheiten und Ländern in Krankenhäusern weltweit.
- Linderung menschlichen Leids und Reduktion der Kosten für das Gemeinwesen.
- Einleitung von Forschungsprojekten für „Essen trotz Krankheit“ und optimale Nutzung der Möglichkeiten der künstlichen Ernährung.

## Nutzen für Gesundheitseinrichtungen
- Die Stationen erhalten durch ihre Teilnahme am Projekt ein Benchmark ihrer Stationen mit anderen, vergleichbaren Stationen weltweit und können daraus individuellen Handlungsbedarf ableiten.
- Bei wiederholter Teilnahme lassen sich, im Sinne des Qualitätsmanagements, Qualitätsverbesserungen und Effektivitätssteigerungen feststellen und Maßnahmen evaluieren.
- eine Teilnahme fördert eine gute Ernährungsversorgung in ihrer Einrichtung und steigert die Aufmerksamkeit für das Thema Ernährung und Mangelernährung.
- eine mehrmalige Teilnahme dokumentiert die Entwicklung der Ernährungssituation ihrer Einrichtung über Jahre hinweg und liefert einen anonymen internationalen Vergleich innerhalb einer Fachrichtung.

## Ergebnisse aus der nutritionDay Studie
Aus dem Projekt „nutritionDay“ ist unter anderem herauszulesen, welche Effekte Ernährung auf das Outcome eines hospitalisierten Patienten und dessen Gesundheitsstatus hat. Diese und weitere Ergebnisse des nutritionday audits wurden in Studien über nutritionDay in den Jahren 2009 und 2010 publiziert.
Die Studie von Hiesmayr et al. (2009) ergab, dass weniger als 50 % der in europäischen Krankenhäusern behandelten sowie an nutritionDay teilnehmenden Patienten weniger als die erhaltene Portion zu sich nahmen. Des Weiteren zeigte die Studie einen Zusammenhang zwischen verminderter Nahrungsaufnahme und erhöhter Mortalität im Outcome nach eine Dauer von 30 Tagen. Aus diesem Grund kann reduzierte Nahrungsaufnahme als Risikofaktor für erhöhte Mortalität angesehen werden.
Im Jahr 2009 analysierten Valentini et al. Patienten in Pflegeheimen, die erstmals an dem Projekt „nutritionDay“ teilnahmen. Die Analyse der Daten aus dem Jahr 2007 ergab, dass das Projekt Verhaltensänderungen verursacht und ein Bewusstsein für Mangelernährung geschaffen wird.
Schindler et al. untersuchten in ihrer Studie wie das Risiko von Mangelernährung in europäischen Krankenhäusern beurteilt und gemanagt wird. Daten der nutritionDay Befragung aus den Jahren 2007 und 2008 ergaben, dass es starke Unterschiede in der Beurteilung und Handhabung von Mangelernährung in Ländern und Abteilungen gibt und dass häufig die Patienten den benötigten Energiebedarf nicht erreichen konnten.